# Keiichi Tsujiura

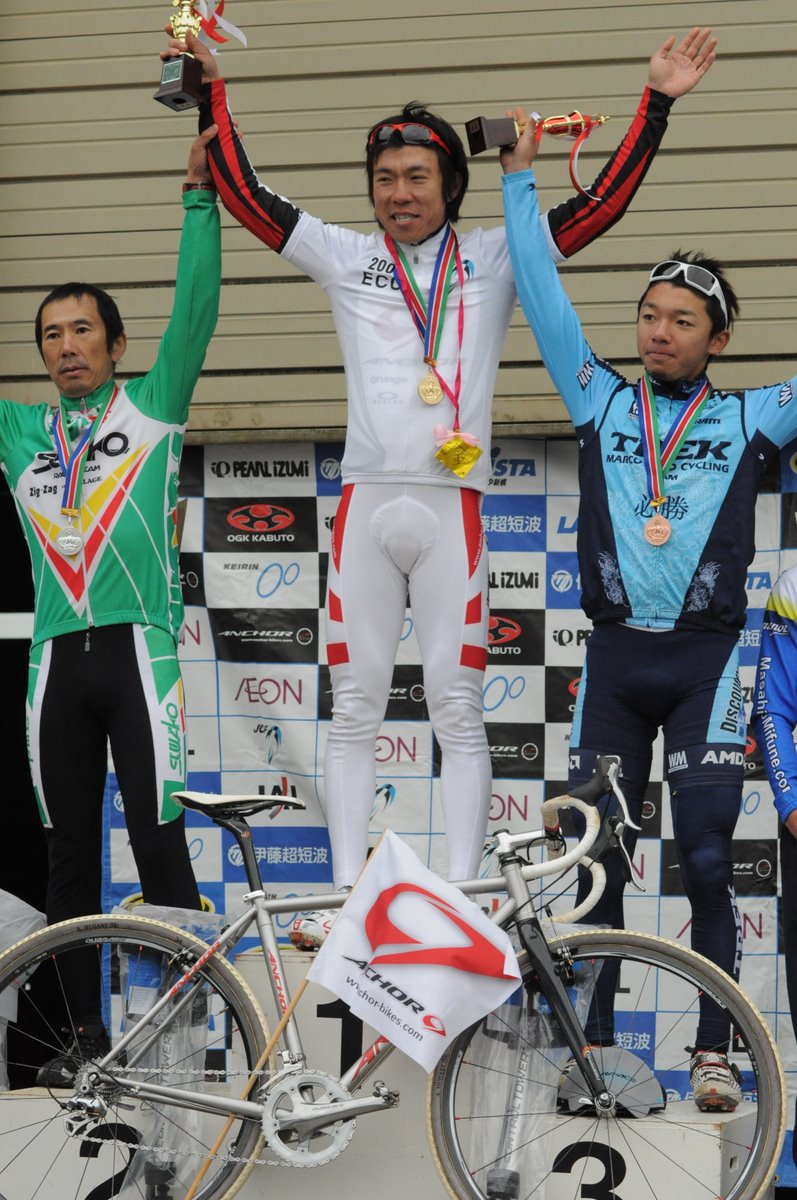
Keiichi Tsujira (Mitte) als Sieger der japanischen Cyclo-Cross-Meisterschaften 2009

Keiichi Tsujiura (jap. 辻浦 圭一, Tsujiura Keiichi; * 4. Januar 1980) ist ein ehemaliger japanischer Cyclocrossfahrer.
Keiichi Tsujiura wurde 2002 japanischer Crossmeister im Cyclocross der U23-Klasse. Bis zum Ende seiner Laufbahn nach der Saison 2011/2012 gewann er neun Mal den Titel der Elite.

## Erfolge
2001/2002
- Japanischer Crossmeister (U23)

2002/2003
- Japanischer Crossmeister

2003/2004
- Kansai Cyclo-Cross Meeting Yasu Round, Rittō
- Japanischer Crossmeister

2004/2005
- Japanischer Crossmeister

2005/2006
- Japanischer Crossmeister

2006/2007
- Kansai Cyclo-Cross Meeting Yasu Round, Rittō
- Japanischer Crossmeister

2007/2008
- Kansai Cyclo-Cross Meeting Yasu Round, Rittō
- Japanischer Crossmeister

2008/2009
- Kansai Cyclo-Cross Meeting Yasu Round, Yasu
- Japanischer Crossmeister

2009/2010
- Kansai Cyclo-Cross Yasu Round, Yasu
- Japanischer Crossmeister

2010/2011
- Kansai Cyclo-Cross Makino Round, Makino, Takashima
- Japanischer Crossmeister

2011/2012
- Kansai Cyclocross Yasu Round, Yasu